# St. Margaretha (Besch)

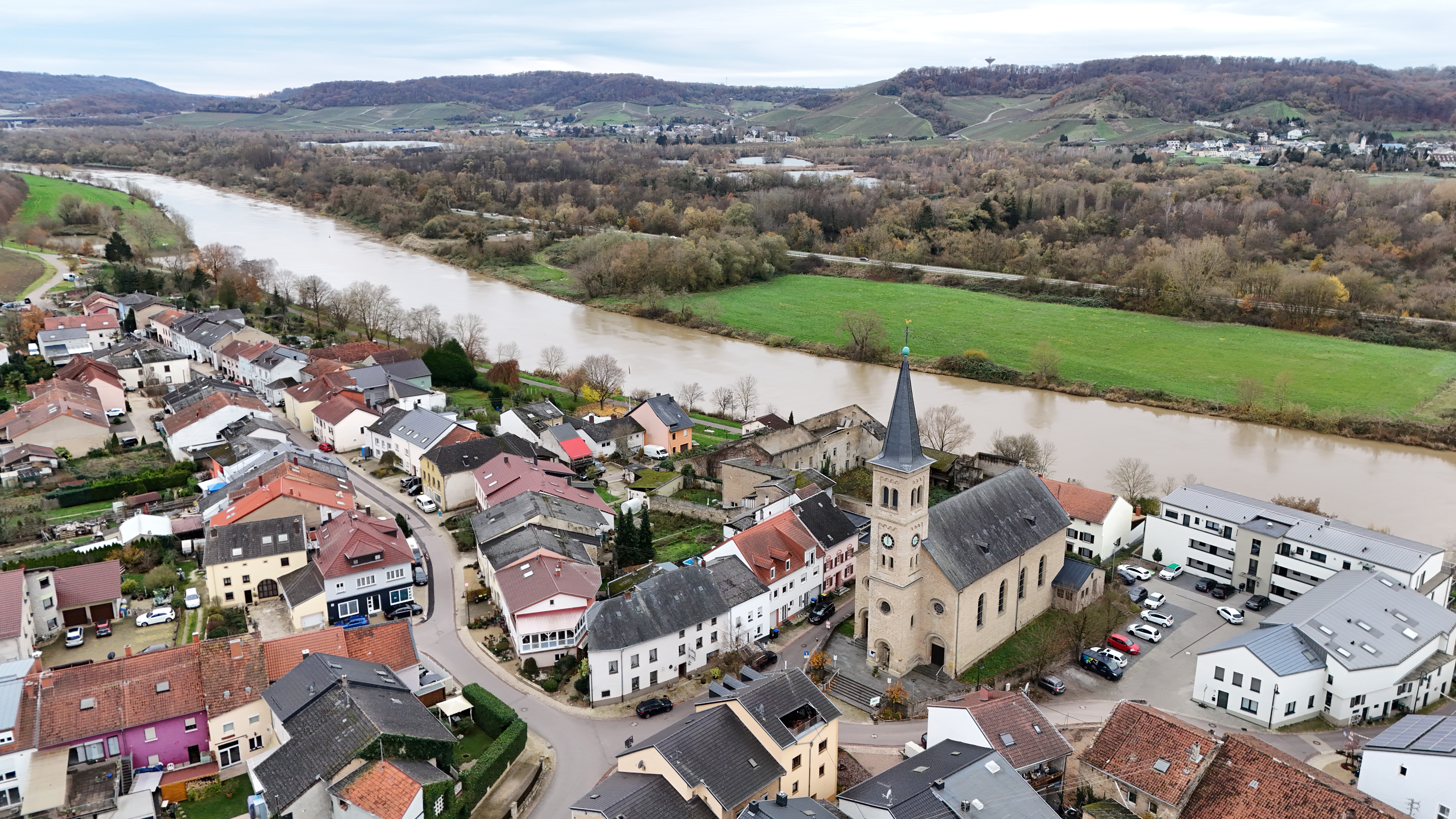
Die katholische Pfarrkirche St. Margaretha im Ortskern von Besch

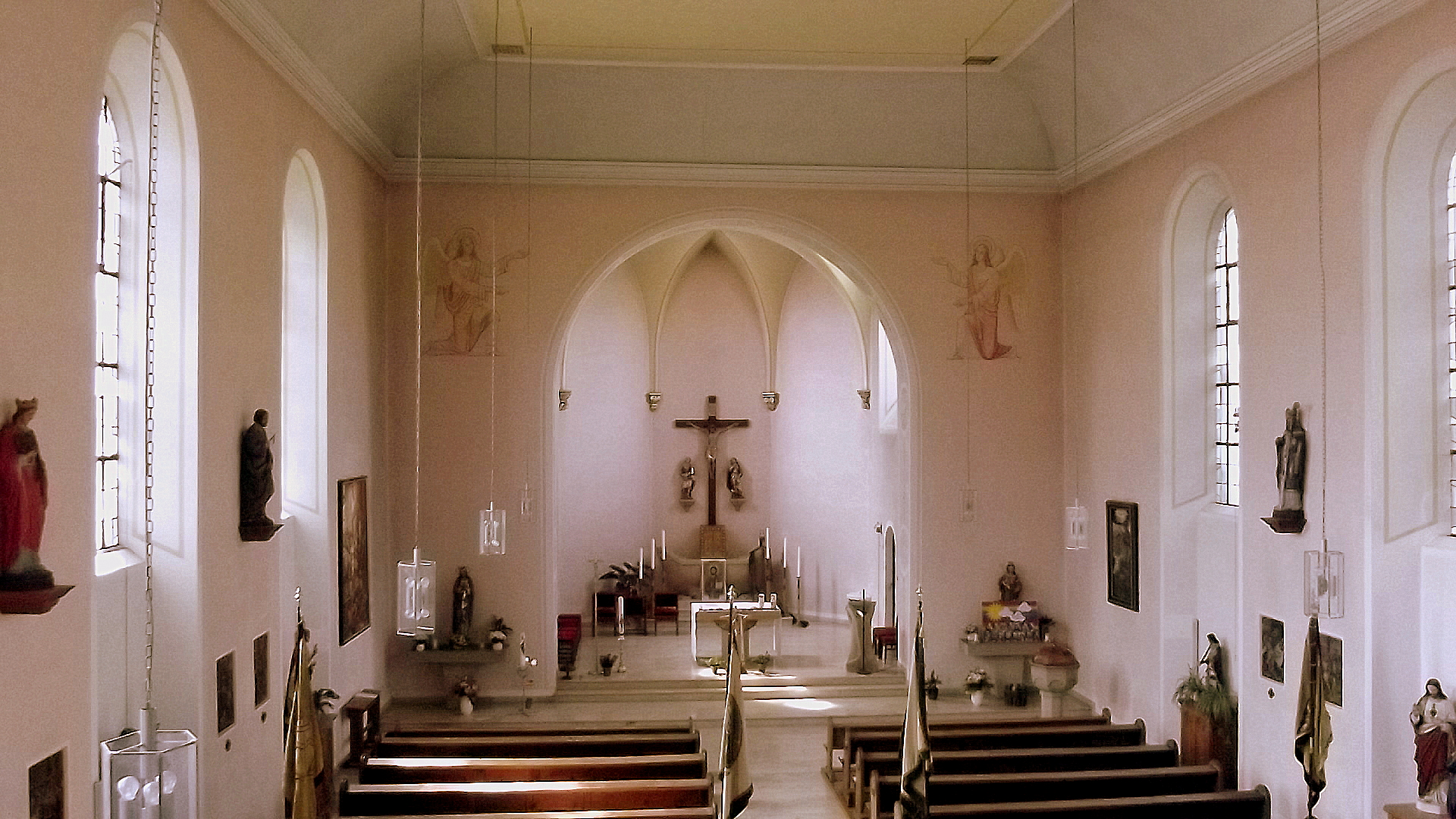
Blick ins Innere der Kirche

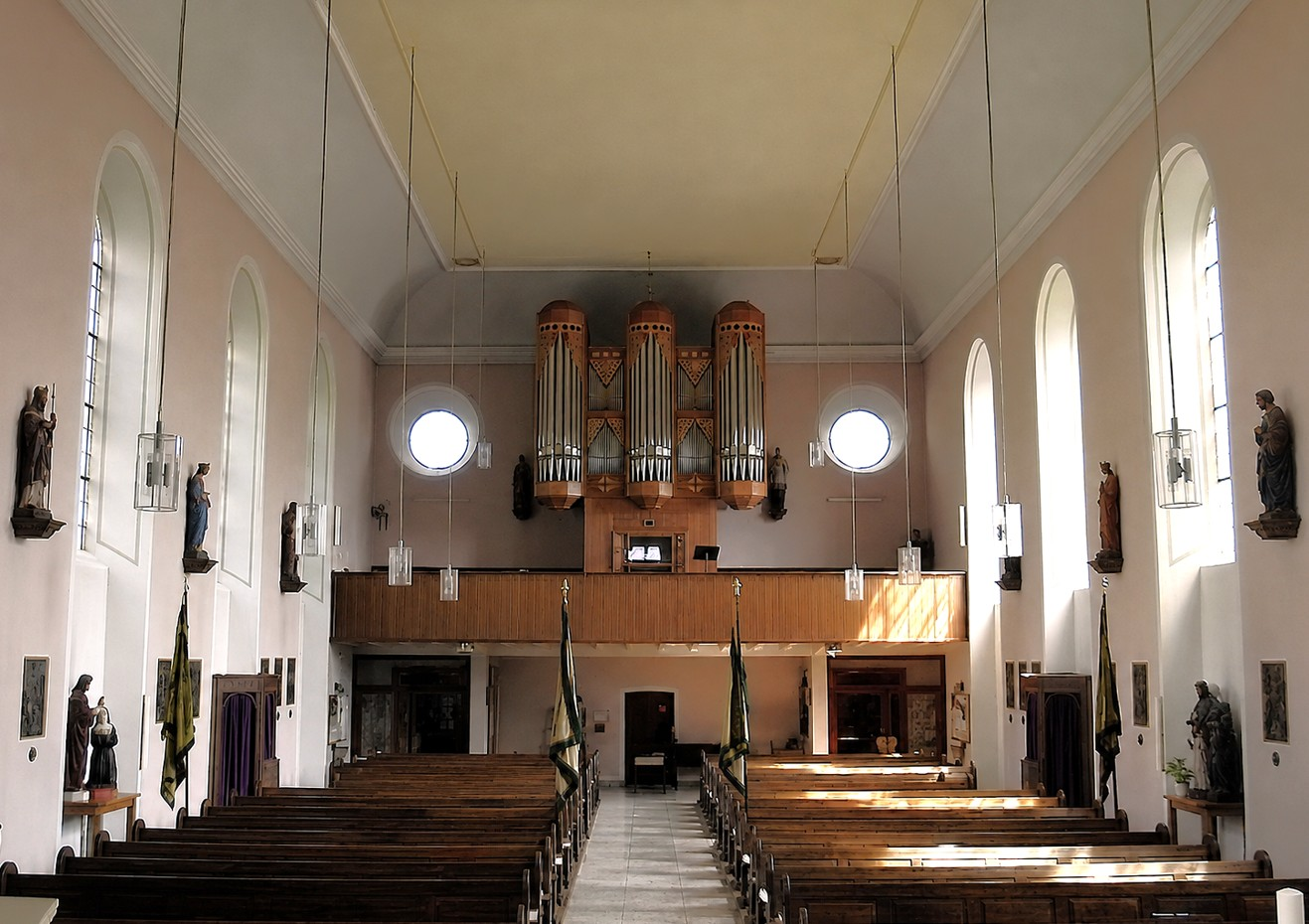
Blick zur Orgelempore

Die Kirche St. Margaretha ist eine römisch-katholische Pfarrkirche in Besch, einem Ortsteil der Gemeinde Perl, Landkreis Merzig-Wadern, Saarland. Die Kirche trägt das Patrozinium der Heiligen Margaretha und ist in der Denkmalliste des Saarlandes als Einzeldenkmal aufgeführt.

## Geschichte
Unter den Besitzungen der Abtei St. Maximin in Trier kam das zum Luxemburger Hof Remich gehörende Besch als Bessiacum bzw. Besche zum ersten Mal am 11. Januar des Jahres 1026 im Schutzbrief des Königs Konrad vor. In einem von Papst Innozenz II. der Abtei St. Maximin ausgestellten Bestätigungsbrief vom 6. Mai 1140, fand eine Kirche in Bescha Erwähnung. Belegt war der Bau einer Kirche mit drei Altären in Besch für das Jahr 1309, die bereits der heiligen Margaretha gewidmet und deren Kollator der Abt von St. Maximin war. Zur Pfarrei Besch gehörten als Filialen bis zum Jahr 1803 auch die Orte Wochern und das luxemburgische Schwebsingen. Durch einen Brand wurde im Jahr 1814 das Dach der Kirche zerstört.
Ein Neubau der Kirche erfolgte in den Jahren 1848 bis 1849 nach Plänen des Architekten Alexius Faure (Saarburg). Für die Ausführung zeichnete Baumeister Josef Weis (Trier) verantwortlich. Die Konsekration der neuen Kirche fand am 11. Juni 1853 statt.
Von 1955 bis 1956 wurde die Kirche unter Leitung des Architekten Toni Laub (Saarwellingen) einer Restaurierung unterzogen. Eine erneute Restaurierung erfolgte im Jahr 1986 unter dem Architekten Löwenberg (Saarburg).

## Ausstattung
Zur Ausstattung der Kirche gehört eine Kreuzigungsgruppe im Chorraum mit alten Barockfiguren von Maria und Johannes aus Holz, die nach einer Restaurierung durch E. Thienelt im Jahr 1956 dort aufgestellt wurden, und sich vorher nicht in der Kirche befanden, der Altar von Bildhauer Joan Thimmel (Borg), eine im Jahr 1984 aufgestellte barocke Figur der heiligen Margareta aus Sandstein, die im Kamin des Pfarrhauses aufgefunden und durch Nikolaus Schmitt (Nennig) restauriert wurde, sowie eine Figur des heiligen Josef aus Holz von ca. 1975.
Glasmaler Rudi Schillings (Trier) entwarf zehn Fenster und zwei Fensterrosetten, die die sieben Sakramente und die Szene „Petrus verleugnet Jesus“ darstellen, und 1955–56 von der Firma Binsfeld (Trier) ausgeführt wurden.
Auf der Leibung des Chorbogens befinden sich eucharistische Symbole in Verbindung mit Weinreben und Trauben. Von Maler Nikolaus Schmitt (Nennig) wurden im Jahr 1986 zwei kniende Cherubime und das Deckengemälde „Apokalyptisches Lamm mit den vier Evangelisten und ihren Symbolen“ geschaffen.
Die 1955/1956 von Matthias Marx (Perl) ausgeführten Portale entwarf Architekt Toni Laub (Saarwellingen).

### Orgel
Die Orgel der Kirche wurde 1995 von der Firma Hugo Mayer (Heusweiler) erbaut. Das Schleifladen-Instrument verfügt über 16 Register, verteilt auf 2 Manuale und Pedal. Die Spiel- und Registertraktur ist mechanisch.